# کمیسیون مرکزی امور خارجه
کمیسیون امور خارجه کمیته مرکزی حزب کمونیست چین، از کمیسیونهای کمیته مرکزی حزب کمونیست چین (ح‌ک‌پی) است که نظارت کلی بر امور مربوط به امور خارجی را اعمال می‌کند. در حال حاضر ریاست آن بر عهده شی جین پینگ، دبیرکل حزب کمونیست است و نخست‌وزیر لی چیانگ به عنوان قائم مقام رهبر آن فعال است. ارگان اصلی اجرایی این کمیسیون دفتر کل است و مدیر این دفتر که ارشدترین دیپلمات چین است در حال حاضر وانگ یی است. از سال ۱۹۹۳، این گروه توسط دبیرکل حزب کمونیست چین رهبری می‌شود و نخست‌وزیر به عنوان قائم مقام رهبر این گروه فعالیت می‌کند.

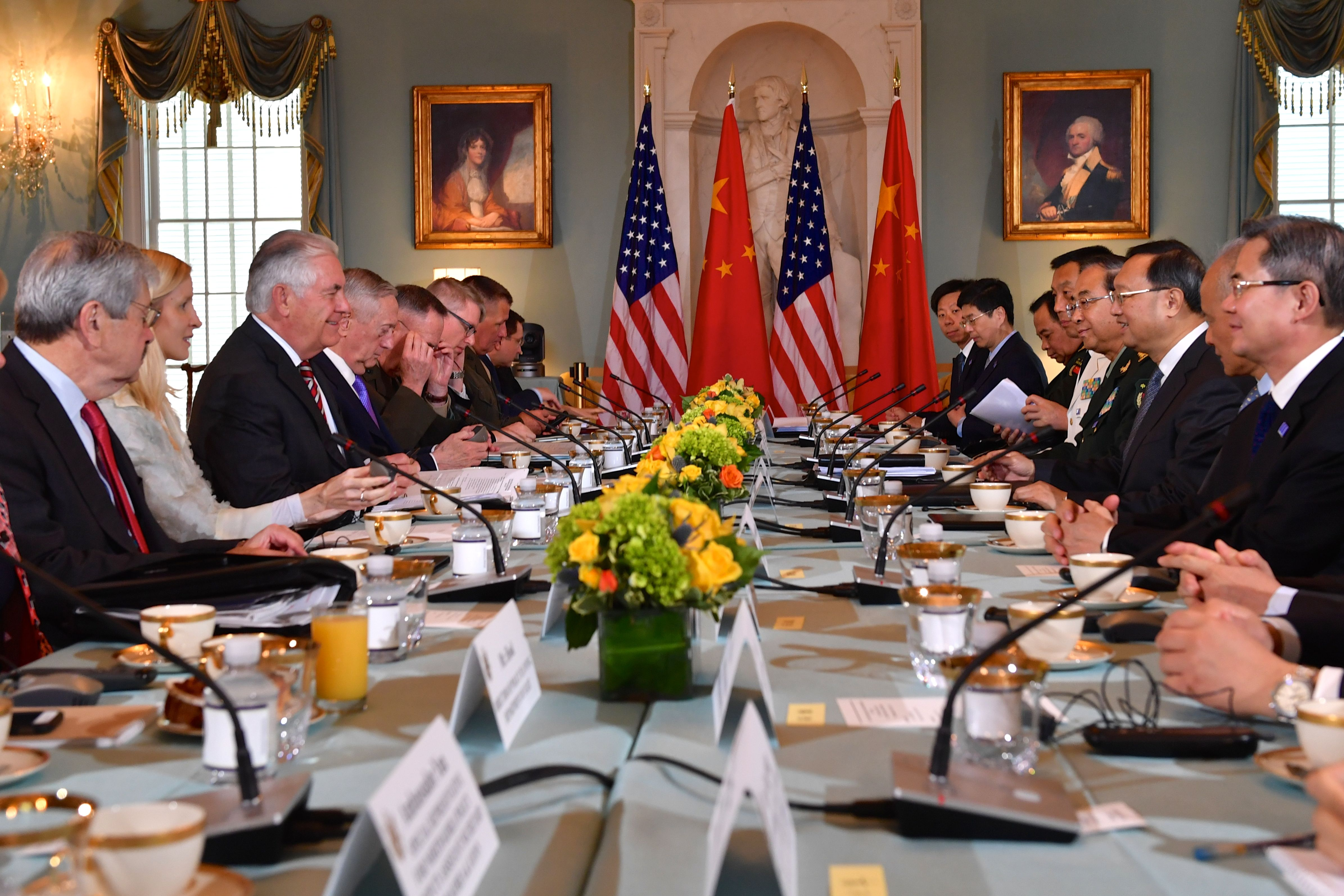
یانگ جیه چی و ژنرال فانگ فنگهوی با جیمز متیس و رکس تیلرسون، ژوئن ۲۰۱۷